# Конец-Озерья
Конец-Озерья — деревня в Ленском районе Архангельской области. Входит в состав Сафроновского сельского поселения.

## География
Находится в юго-восточной части Архангельской области на расстоянии приблизительно 12 км на юго-запад по прямой от административного центра района села Яренск в пойме Вычегды.

## История
В 1859 году здесь (тогда деревня Яренского уезда Вологодской губернии) было учтено 7 дворов.

## Население
Численность населения: 56 человек (1859 год), 5 (русские 100 %) в 2002 году, 2 в 2010.